# Armas Launis
Armas Emanuel Launis (fins a 1900 s'anomenà Lindberg; 22 d'abril, 1884, Hämeenlinna (Höme) - Niça (França), 7 d'agost, 1959), va ser un compositor finlandès, investigador de música popular, professor de música, escriptor i periodista.

## Biografia
Com a compositor, Launis es va centrar en l'òpera, que va compondre deu dels seus propis llibrets. D'aquestes, Seitsemä veljesti (a l'Òpera finlandesa el 1913 i 1923), Kullervo (a l'Òpera finlandesa del 1917 al 1934, un total de 22 representacions, a més d'una actuació radiofònica parcial durant la Guerra d'Hivern, també representada a França) es va interpretar com a producció local durant la Guerra d'Hivern, Aslak Hetta (primera actuació el 2004 dirigida per Sakari Oramo) i fragments de Jehudith (Eugène Bigot a la ràdio francesa 1954). Altres produccions inclouen música de cambra, cançons solistes i corals, alguns decorats orquestrals i música de pel·lícula per a la pel·lícula etnogràfica Häiden vietto Karjalan runomailla (1921). Launis va ser un dels compositors finlandesos de més èxit abans de traslladar-se a França, però després d'això va ser gairebé completament oblidat.
Aslak Hetta, que es va estrenar només el 2004, es basa musicalment en sis cançons populars sami, i el seu tema és el folklore sami, especialment compromisos, creences, encanteris i danses rituals. L'òpera també es va publicar com a gravació el 2005.
Finalitzada l'any 1934, l'òpera no representada Noidan laulu (El cant de la bruixa) té lloc durant les persecucions de bruixes de la baixa edat mitjana, i la seva trama es basa en una llegenda en què la Santa Verge ocupa el lloc d'una germana que va abandonar el monestir. L'escenari central de l'òpera, un monestir sense nom a la vora del mar als països nòrdics, es refereix amb força al monestir de Naantali com a model. A l'òpera es poden trobar moltes influències que el compositor va rebre a l'estranger. No obstant això, el fons general de l'obra ve donat pel mar, del qual el compositor diu que va ser originari de la seva família, i que a l'òpera es personifica en el paper de la Santa Verge, en aquest cas la "Mare del Mar", la figura patrona de tota la gent de mar.
A l'òpera no interpretada de 1937 Karjalainen taikahuivi, Launis torna una vegada més als temes de Carelia i Ingeria. Els motius principals de la peça provenen dels primers viatges d'enregistrament de cançons populars de Launis a Carèlia, Inker i Estònia. L'òpera, que és una cançó dramàtica a la natura, explica una història d'amor còmica, el centre de la qual són els incidents que succeeixen en una petita comunitat de poble de Carelia al voltant d'una bufanda de seda encantada amb màgia. L'autoretrat del compositor es pot veure en el paper del mestre de correus jubilat Lingén, que, com a col·leccionista de màgia i coneixements tradicionals, somia amb temps passats a les regions màgiques de Carèlia. El famós cantant de poesia ingerià Larin Paraske també apareix com a personatge d'òpera, en aquest paper d'una jove vídua d'uns 30 anys. Launis va organitzar la suite de quatre parts Suite carélienne basada en la música de l'òpera.
Escrita el 1939 i composta el 1944, l'òpera de contes de fades en tres actes sense representar Oli kerran... conté un repartiment bigarrat de personatges que inclouen flors silvestres, bolets, granotes, cortesans, reis i princeses. El llibret, escrit pel mateix compositor, és original en la seva història i no es basa en contes de fades infantils coneguts. L'obra conté diversos números de ballet, i també moltes escenes de recitació o drama, que segons l'autor, són aptes per ser representades, per exemple, en festes infantils de Nadal. Només es van completar la partitura per a piano i una suite de tres parts inacabada per a l'orquestra.

## Musicòleg
Launis va ser un dels primers investigadors i gravadors del joik sami del nord. Les observacions que va fer sobre el joik s'han repetit d'estudi en estudi, i els resultats dels seus viatges de col·leccionisme van ser els més grans fins aleshores. A més dels viatges de col·lecció que va fer a Lapònia (1904, 1905 i Petsamo 1922), va recollir cançons populars més noves a Kainuu (1902) i composicions poètiques a Raja-Karjala (1905) i Inkeri (1903, 1906). Particularment significatives van ser les observacions de Launis a Inker sobre les situacions de cant i els noms de les cançons utilitzades pels mateixos cantants. A Border Karelia i en el posterior viatge d'Inker, tenia un dispositiu de gravació, un fonògraf, amb ell. Sobre la base d'aquests i altres materials recollits, va editar les obres Melodia Lapona Juoigos (1908), volums IV:I (Cançons de poesia d'Inkeri, 1910) i IV:II (Poemes de Carelia, 1930) de la col·lecció Melodies del poble finlandès, com així com Estils de poesia estonià (Tartto 1930).
Durant els anys 1901–1907, Launis va estudiar composició amb Jean Sibelius i tocant el violoncel a l'Escola d'Orquestra de Hèlsinki amb Ossian Fohström, i a partir de 1907 va continuar els seus estudis de composició a Berlín. Es va llicenciar amb un màster en filosofia el 1906 i un doctorat el 1911. En la seva tesi Sobre el tipus, l'origen i la distribució de les melodies rúnices estonio-finlandeses, dirigida per Ilmari Krohn, va analitzar i classificar les melodies poètiques de la mida carnavalesca. -Regió de Carélio-Estonia recollida fins a aquest moment. Durant els anys 1918-1922, va treballar com a docent d'anàlisi musical i recerca de música popular a la Universitat de Hèlsinki i en aquell moment va participar en debats internacionals clau sobre les possibilitats de classificar les melodies populars.

## Professor
Launis va treballar com a professor de música del 1906 al 1915 a l'escola d'orquestra de la Societat Filharmònica de Hèlsinki i al Col·legi de Música de Hèlsinki. Va elaborar els principis de funcionament del conservatori popular fundat a Hèlsinki l'any 1922, va ser-ne el director durant alguns anys i va fer plans similars per a l'establiment de conservatoris rurals.

## La seva vida musical a França
Després de viatjar gairebé durant la dècada de 1920 per compondre per diferents parts d'Europa, Launis finalment es va instal·lar a Niça el 1930. Va participar activament en la vida musical francesa, va promoure l'intercanvi musical entre França i Finlàndia i va escriure regularment sobre la cultura francesa a revistes finlandeses.

## Producció
Òpera

- Seitsemän veljestä (1913)
- Kullervo (1917)
- Aslak Hetta (1922)
- Noidan laulu (1934)
- Kesä jota ei koskaan tullut (inacabat) (1936)
- Karjalainen taikahuivi (1937)
- Jehudith (1937–1940)
- Oli kerran... (partitura només per a piano) (1939)
- Theodora (inacabat) (1939)
- Jäiset liekit (partitura només per a piano) (1957)

Música de cambra

- Quartet de piano en sol menor (1907?)
- Quartet de corda en do menor

Col·leccions de cançons

- Lappische Juoigos-Melodien (1908)
- Suomen Kansan sävlamät IV:I Poemes d'Inkeri (1910)
- Cançoner dels exploradors finlandesos (1917)
- The Boy Scout's Songbook (1925)
- Suomen Kansan sävlmiä IV:II Poemes de Carelia (1930)
- Cançons de poesia estonia (Tartto 1930)

libres

- Über Art, Entstehung und Verbreitung der estnisch-finnischen Runenmelodien (1910)
- Òpera i joc de paraules parlades. Algunes característiques comparatives. Edicions de la Public Enlightenment Society 171. Hèlsinki, Editor=People's Enlightenment Society, 1915
- Memòria dels meus avantpassats 1500–1900 (1921)
- Terra de la meva enyorança. Memòries d'un laponés (1922)
- A la terra de Murjaani (1927)
- Conservatoris populars de ciutats rurals de Finlàndia (1927)
- Etapes d'una família insular de Turku (1929)
- Buscant melodies caigudes. A Lapònia 1904 i 1905. Ed. Minna Riikka Järvinen. (2004)
- Les cançons de Kainuu. Armas Launis i Eino Levón en el compromís de Kajaani 1902. Ed. Minna Riikka Järvinen i Janne Seppänen. (2008)

Articles

- Runosävelmistä (Explicacions de Kalevala, 1910)
- Kullervo-oopperan esihistoriaa (Anuari del club Kalevala I, 1921)
- Saamein säveleitä etsimässä (Anuari del club Kalevala 2, 1922)
- Muuan karjalainen kanteleensoittaja (Anuari del club Kalevala, 1923)

Gravacions

- Armas Launis: Aslak Hetta. Solistes i l'Orquestra Simfònica de la Ràdio, cantants YL, cor Kamppi, dirigida per Sakari Oramo. Ondine ODE 1050-2D (2CD), 2005.

## Premis i reconeixements
- Pensió estatal de compositor 1920